# Sušica (Krka)
Die  Sušica (deutsch Suschiza, Susica-Bach) ist ein rechtes Nebengewässer der Krka (deutsch Krainer Gurk) in Dolenjska (Unterkrain) in Slowenien. Die Bezeichnung Sušica steht für einen im Sommer austrocknenden Bach.

## Lauf
Der Bach entspringt in Karsthöhlen auf dem Gebiet der Gemeinde Dolenjske Toplice zwischen den Ortschaften Gorenje Sušice, Verdun pri Uršnih selih und Dobindol.
Er fließt in nordwestlicher Richtung an den Orten Selišče und Dolenje Sušice vorbei, bevor er das Zentrum von Dolenjske Toplice durchquert. Auf den letzten 2 Kilometern vor Mündung in die Krka gegenüber von Dolenje Polje passiert der Bach die Ortschaften Meniška vas, Gorenje Gradišče und Dolenje Gradišče.